# 劳伦斯·奥利弗奖
劳伦斯·奥利弗奖（英語：Laurence Olivier Awards）是以英国演员劳伦斯·奥利维尔命名的舞台劇奖项，由伦敦剧院学会提供奖金，是国际公认的舞台劇艺术大奖，相当于百老汇的托尼奖。

## 历史
劳伦斯·奥利弗奖通常简称为“奥利维尔奖”，每年奖将覆盖艺术类的各类派别：戏剧、音乐会、舞蹈、戏曲等。大多数奖都颁发给了引人瞩目的商业作品。
1976年，劳伦斯·奥利弗奖首次颁奖，1984年，奖项用劳伦斯·奥利弗的名字改名。奖项由伦敦社会剧院提供奖金，相当于百老汇的托尼奖。

## 类别
| - 最佳新戏（Best New Play） - 最佳新喜剧（Best New Comedy） - 最佳復排戲劇（Best Revival） - 最佳男演员（Best Actor） - 最佳女演员（Best Actress） - 最佳配角（Best Performance in a Supporting Role） - 最佳男配角（Best Actor in a Supporting Role） - 最佳女配角（Best Actress in a Supporting Role） - 最佳新音樂劇（Best New Musical） - 最佳復排音樂劇（Best Musical Revival） - 最佳音樂劇男主角（Best Actor in a Musical） - 最佳音樂劇女主角（Best Actress in a Musical） - 最佳音樂劇表演配角（Best Performance in a Supporting Role in a Musical） - 最佳音樂劇男配角（Best Actor in a Supporting Role in a Musical） - 最佳音樂劇女配角（Best Actress in a Supporting Role in a Musical） - 卓越音樂成就獎（Outstanding Achievement in Music） - 最佳导演（Best Director） - 最佳戏剧编排（Best Theatre Choreographer） - 最佳布景設計（Best Set Design） - 最佳服装设计（Best Costume Design） - 最佳燈光设计（Best Lighting Design） - 最佳音效设计（Best Sound Design） - 最佳新舞蹈制作（Best New Dance Production） - 最佳新歌劇製作（Best New Opera Production） - 傑出舞蹈成就（Outstanding Achievement in Dance） - 傑出歌劇成就（Outstanding Achievement in Opera） | - 伦敦剧院協會特別獎（Society of London Theatre Special Award） - 最佳娱乐奖（Best Entertainment and Family） - 附属剧院杰出成就獎（Outstanding Achievement in an Affiliate Theatre） - 觀眾獎 - 最受欢迎节目（Audience Award for Most Popular Show） - 年度新戏男演员（Actor of the Year in a New Play） - 年度新戏女演员（Actress of the Year in a New Play） - 年度復排男演员（Actor of the Year in a Revival） - 年度復排女演员（Actress of the Year in a Revival） - 最佳喜剧演出（Best Comedy Performance） - 最佳音樂劇演出（Best Performance in a Musical） - Supporting Artist of the Year - 最佳新人（Best Newcomer in a Play） - 最有前景的演员（Most Promising Performer） - Best Company Performance - 最佳戲劇導演（Best Director of a Play） - 最佳音樂劇導演（Best Director of a Musical） - 最有前景的編劇（Most Promising Playwright） - 最佳舞台設計師（Best Set Designer） - 音樂劇卓越成就（Outstanding Achievement in a Musica） - 年度最受支持的艺人（只有1976年） |